# تايلر باترورث
تايلر باترورث (بالإنجليزية: Tyler Butterworth)‏ هو ممثل بريطاني، ولد في 6 فبراير 1959 في Redhill, Surrey ‏ في المملكة المتحدة.

## وصلات خارجية
- تايلر باترورث على موقع IMDb (الإنجليزية)
- تايلر باترورث على موقع قاعدة بيانات الفيلم (الإنجليزية)